# Мужская сборная Республики Корея по кабадди
Мужская национальная сборная Республики Корея по кабадди — представляет Республику Корея на международных соревнованиях по кабадди. Управляющей организацией является Ассоциация кабадди Кореи (англ. Korea Kabaddi Association).

## Результаты выступлений

### Азиатские игры
| Год       | Победы         | Ничьи          | Поражения      | Место          |
| --------- | -------------- | -------------- | -------------- | -------------- |
| 1990—2006 | не участвовали | не участвовали | не участвовали | не участвовали |
| 2010      | 0              | 0              | 2              | 5              |
| 2014      | 2              | 0              | 2              | 3              |
| 2018      | 5              | 0              | 1              | 2              |